# Petrus Gallicus
Petrus Gallicus (1290 k.-1355 k.) a sienai eredetű középkori ötvöscsalád tagja, Károly Róbert pecsétvésője. A névből ítélve francia eredetű család volt.
Simon ötvös fia, 1318-ban még Nápolyban dolgozott. Csak ezután érkezhetett Budára, a magyarországi Anjou-udvarba. Ő véste Károly Róbert harmadik pecsétnyomóját ahelyett, amelyik az 1330-as havasalföldi hadjáratban elveszett. Ezért Jamnikot kapta adományba és a Jamniczky nemesi család megalapítója lett. Ekkor már Szepes vármegye alispánja, Szepesi vár és Lubló várkapitánya volt.
Öccse, Gallicus Miklós 1341 körül szintén szepesi alispán, a királyi udvar ötvöse. 1355 után követte bátyját a Szepesi vár kapitányságában is. Nyilván az ő műve az iglói plébániatemplom finom mázú nagy ereklyetartó keresztje. Valószínűleg az ő műve több ereklyetartó is az aacheni dómban. Ide számítják azokat a Nagy Lajos király címerével díszített ezüsttárcsákat, melyek eredetileg valószínűleg egyházi szerkönyvek díszei voltak. Ezeket Nagy Lajos király adományaként ugyancsak Aachenben őrzik. Ő volt az első ötvös, aki műveit szignatúrával látta el, nevének kezdőbetűivel (Nicolaus Gallicus).